# Geneva Locke
Geneva Alexa Locke (Vancouver, 7 oktober 1988) is een Canadees actrice die de jonge Max Guevara speelt in de televisieserie Dark Angel.
Locke volgde haar opleiding op de Kitsilano Secondary School. Nu gaat ze naar school in de Sauder School of Business, een onderdeel van de University of British Columbia in Vancouver. Ze is ook een opkomende ultimate ster en speelde mee in de 2006 World Junior Ultimate Championship als een lid van Team Canada.
Beelden van haar als de jonge Max Guevara werden onlangs gebruikt in de film Hitman.

## Filmografie
- Dark Angel (2000-2001) - jonge Max Guevara/X5-452 (televisieserie)
- Hitman (2007) (archiefmateriaal uit Dark Angel)